# Eva Pogačar
Eva Pogačar, född 14 juli 2000 i Ljubljana, Slovenien, är en volleybollspelare (passare). Hon har spelat i olika lag i den slovenska högstaligan 1A. DOL sedan 2015, med undantag för en kort sejour i italienska 
Polisportiva Filottrano Pallavolo under säsongen 2019/2020. Hon spelar i Sloveniens landslag med vilken hon deltagit i European Silver League sedan 2019. 